# Погорелый, Леонид Владимирович
Леонид Владимирович Погорелый (13 сентября 1934 — 26 сентября 2003) — советский и украинский учёный в области машиностроения, механизации и автоматизации сельскохозяйственного производства, академик ВАСХНИЛ (1988), академик Украинской академии аграрных наук (1991).

## Биография
Родился в с. Черепин Тетиевского района Киевской области. Окончил Украинскую сельскохозяйственную академию (1958).
1958—1976 инженер, старший научный сотрудник, зав. лабораторией, главный инженер Украинской государственной зональной машиноиспытательной станции ПО «Союзсельхозтехника».
1976—1991 директор ВНИИ по испытанию машин и оборудования для животноводства и кормопроизводства ПО «Союзсельхозтехника».
1991—2003 генеральный директор НПО по испытанию и прогнозированию техники и технологий для с.-х. производства, директор Украинского государственного центра по испытанию и прогнозированию техники и технологий для с.-х. производства, директор Украинского НИИ по прогнозированию и испытанию техники и технологий для с.-х. производства Министерства аграрной политики Украины.
Доктор технических наук (1976), профессор (1981), академик ВАСХНИЛ (1988, член-корреспондент с 1978), академик Украинской академии аграрных наук (1991).
Заслуженный деятель науки и техники Украины (1996). Лауреат Государственной премии Украины (1992) и премии Совета Министров Украинской ССР (1979). Награжден орденами Трудового Красного Знамени (1977), Дружбы народов (1986), 3 медалями СССР и Украины.
Публикации:
- Индустриализация агропромышленного комплекса. — Киев: Техника, 1984. — 200 с.
- Сельскохозяйственная техника и технологии будущего. — Киев: Урожай, 1988. — 174 с.
- Научные основы повышения производительности сельскохозяйственной техники / соавт.: В. Г. Бильский, Н. П. Кононенко. — Киев: Урожай, 1989. — 238 с.
- Испытания техники для животноводства и кормопроизводства: науч. изд. / соавт.: В. А. Ясенецкий, Н. П. Мечта. — Киев: Изд-во УСХА, 1991. — 291 с.